# Huskvarnaån

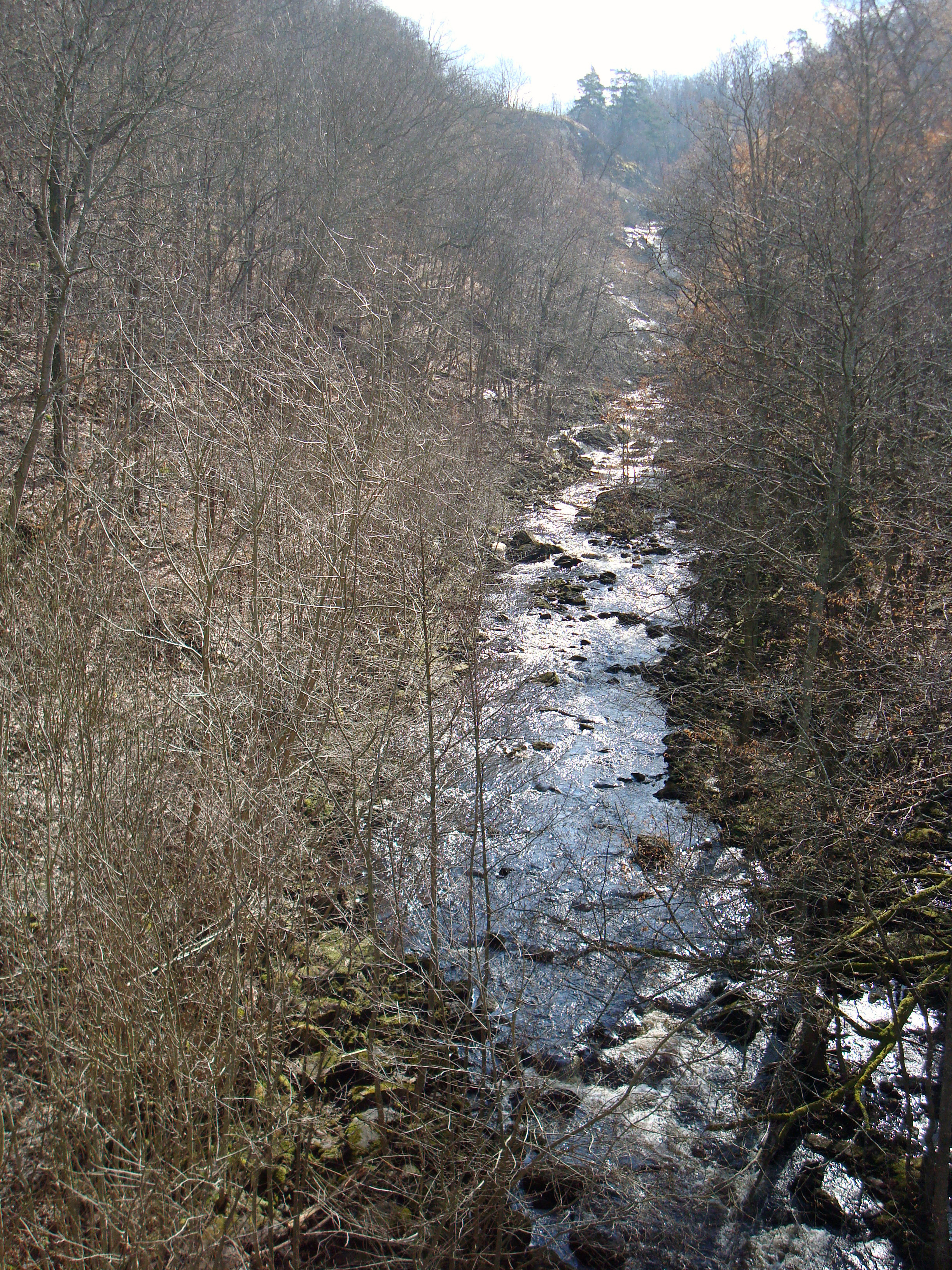
Ån som sedd från turistbron i april 2010.

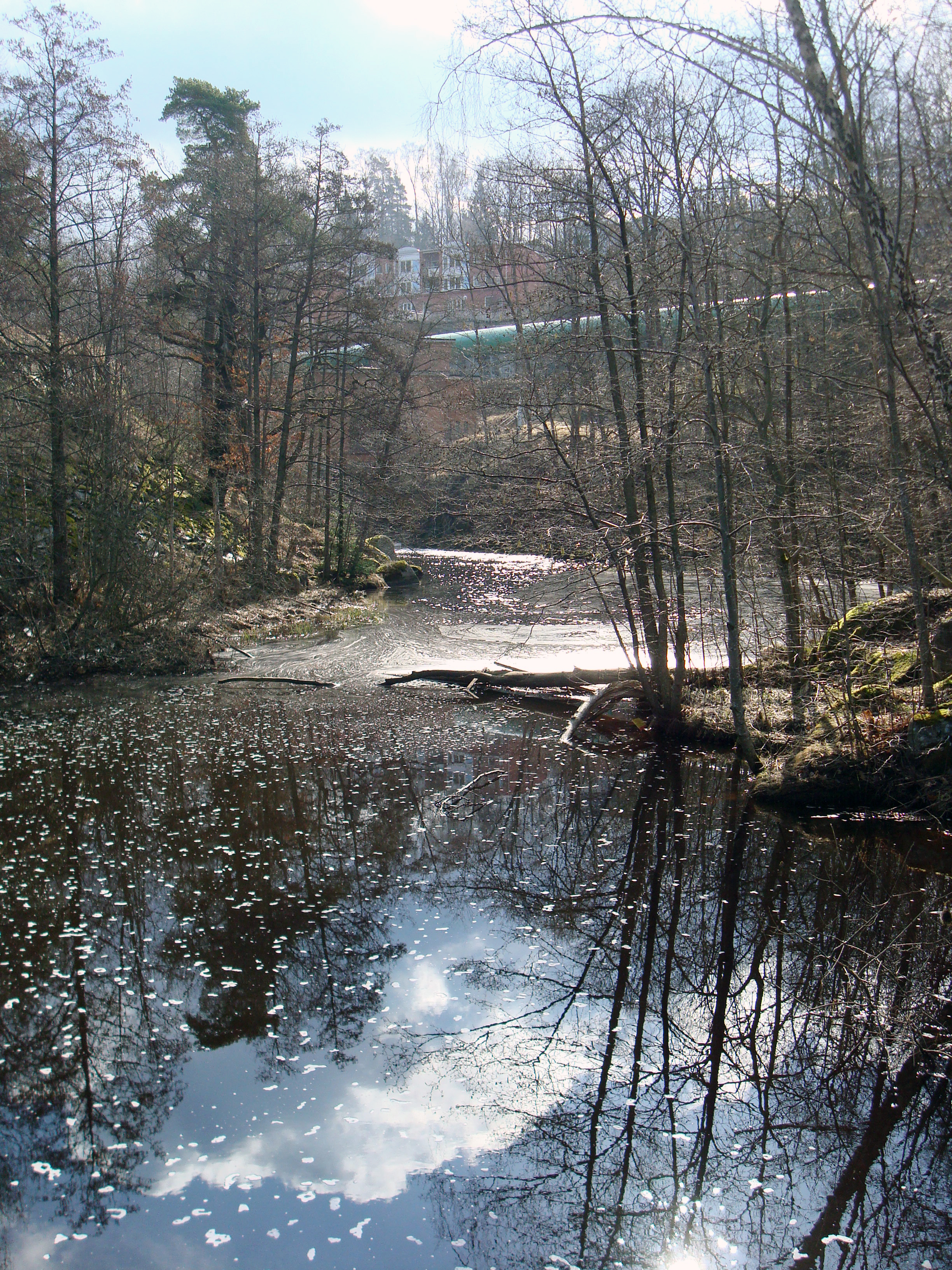
Huskvarnaån vid ett lugnare parti i dess ravin i Huskvarna i april 2010.

Huskvarnaån är en å som sträcker sig över Nässjös och Jönköpings kommun med ett totalt avrinningsområde på 664 km².

## Geografi
Ån tar sitt vatten från ett flertal sjöar runt Nässjö på Småländska höglandet och som därifrån söker sig från sjösystemen norr om Nässjö via Ryssbysjön och Stensjön, förbi Huskvarna från vilken ån har fått sitt namn, vidare ner till Vättern som ett av dess viktigaste tillflöden. I ån och de sjöar den passerar är fisktillgången riklig och området anses ha stor betydelse för utterstammen, då förorenande utsläpp är minimala och försurningsgraden låg. Här finns också fiskgjuse, storlom och svarthakedopping, och området fungerar som rastplats för vadare och sjöfåglar.
Som vid de flesta stora vattenfall har vid Huskvarnafallet industrier vuxit upp. Längst upp låg tidigare ett gjuteri som hette Ebbes bruk och senare Ebe-verken. Det är nu rivet och ersatt av bostadshus. Längst ner och (som tidigare Ebbes Bruk) med egen kraftstation ligger Husqvarna AB, som är det nya namnet. Från denna kraftstation vid Stampaplan (ett område i Huskvarna) rinner ån i vindlingar ut till Vättern i en ca 3 km lång bana. Efter Smedbyn tar den upp Lillåns vatten och vidgar sig längre fram till Kovasjön, i gamla tider använd som skridskobana. Den flyter förbi Rumlaborg, medeltidsfästet med dess välbevarade vallar och tar sig under nya och gamla vägar ner mot Vättern. Den böjer av åt öster, följer Vätterstranden parallellt och bildar på detta sätt den smala halvö som rymmer Huskvarnas badplats. De kulturhistoriskt intressanta båthusen kan beskådas här och färden avslutas i nästa ögonblick vid Oset, där ån mynnar i Vättern vid Gripenbergsbanans gamla järnvägsbro, som nu är en del av cykelleden mot Jönköping.

## Huskvarnafallen
Vid Stensholm ovanför Huskvarna bildar ån ett vattenfall som kallas Huskvarnafallen. Det är bara på speciella dagar man kan se vattenmassorna rusa ned genom den djupa ravinen. Normalt strömmar vattnet i tub ned till Huskvarna kraftstation. Fallhöjden är 116 meter, vilket är bland de högsta för vattenkraft i Sverige. Från planen nedanför Smedbyn når man lätt fallets nedersta del, kallat Slipstensfallet, eller tar sig via gångstig och trappor upp till den välkända Turistbron, som också kan nås från Ådalsvägen. 
I Huskvarnaåns ravin finns ett flertal jättegrytor, som sägs vara av postglacialt ursprung. Den största har en diameter av 3,4 meter. Jutafallen kan uppvisa ett flertal mindre och nedströms Turistbron och det 21 meter höga Slipstensfallet finns ett tiotal jättegrytor. Huskvarnafallen har inte minst av denna anledning bedömts vara ett naturvårdsområde av riksintresse.

## Bildgalleri

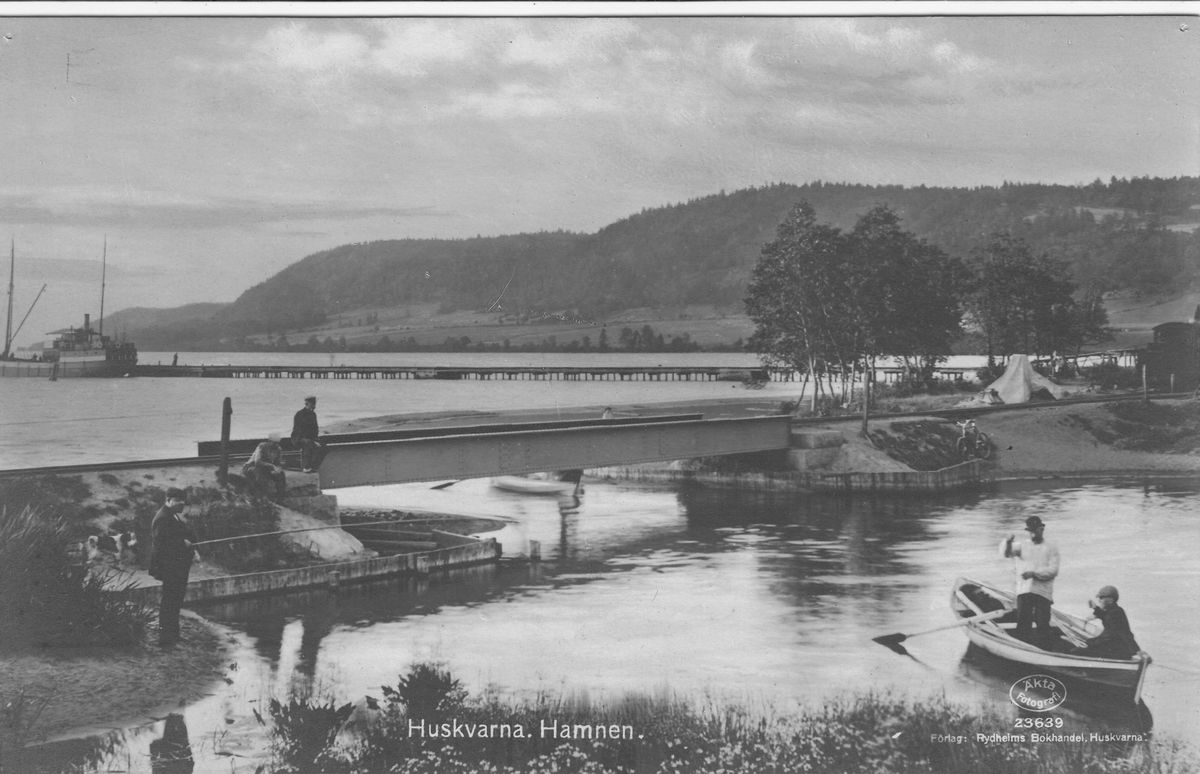
Huskvarnaåns mynning vid Oset
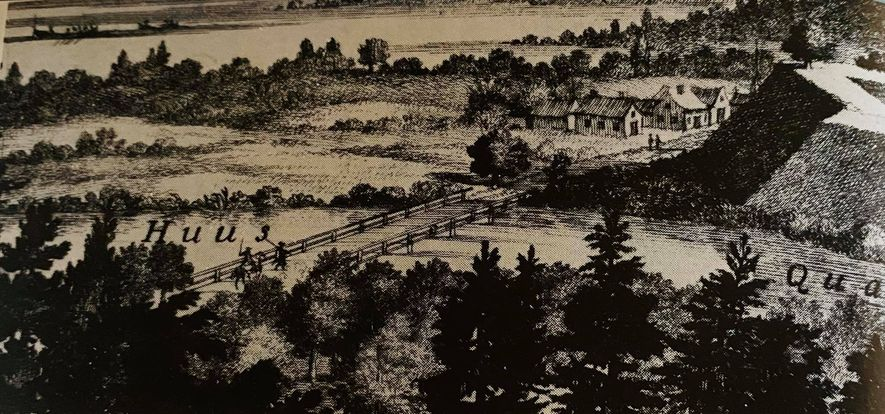
Kavlabron vid Rumlaborg, detalj från Suecia antiqua et hodierna
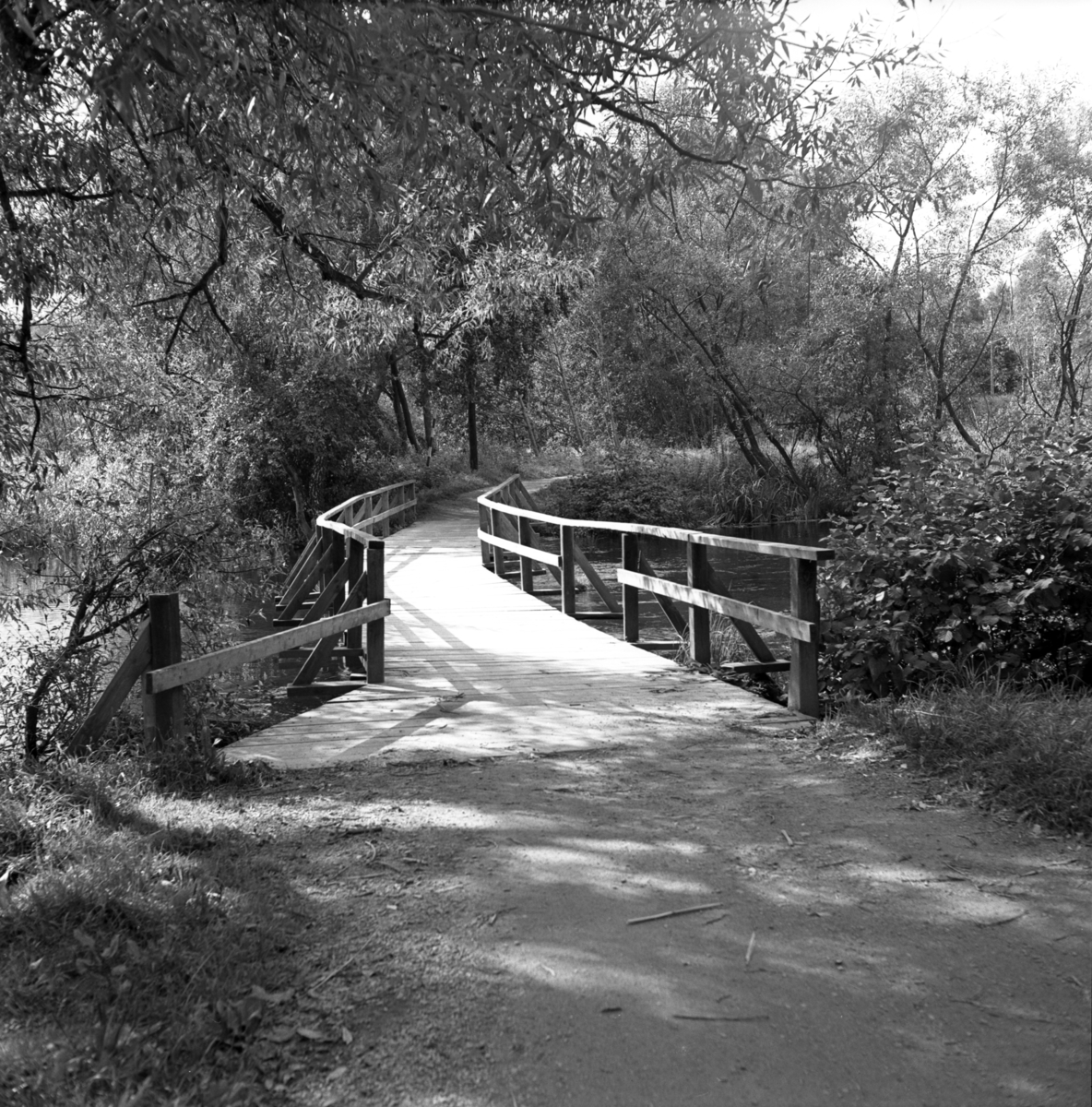
Kavlabron på 1950-talet. Foto: Conny Rich.